# 신안흑산중학교 가거도분교
신안흑산중학교 가거도분교(新安黑山中學校 可居島分校)는 대한민국 전라남도 신안군 흑산면 가거도리에 있는 공립 중학교이다.

## 학교 연혁
- 1982년 3월 20일 : 신안흑산중학교 소흑산분교로 병설 개교
- 1984년 2월 28일 : 가거도초등학교신안흑산중학교가거도분교장 (초·중 병설학교 운영지침 교육부, 도교육청)
- 2024년 1월 5일 : 제39회 졸업생 2명 (총 408명 졸업)
- 2024년 3월 4일 : 2024학년도 신입생 1명 입학

## 참고 자료
- 신안흑산중학교 가거도분교 - 한국교육학술정보원 학교알리미